# 绢毛荆芥
绢毛荆芥（学名：Nepeta kokamirica）为唇形科荆芥属下的一个种。

## 扩展阅读
- 維基物種上的相關：绢毛荆芥